# 鈴木紘夫
鈴木 紘夫（すずき ひろお、1939年 -2022年12月17日 ）は、関西テレビ放送の元アナウンサー。

## 来歴・人物
大阪府出身。甲南大学卒業後、1962年関西テレビにアナウンサーとして入社。同期は塩田利幸と杉本清。
主に「ハイ!土曜日です」のアシスタントや「奥さまリビング」のメイン司会を担当した。のちにテレビ宮崎へ出向し、1982年から1983年にかけて「UMKニュースレポート」のメインニュースキャスターを務めた。関西テレビを退職後、甲子園大学でマスコミ論やジャーナリズム論などを担当。現在はFM宝塚番組審議委員長を務めている。

## 過去の出演番組
- ハイ!土曜日です（桑原征平の前任のアシスタント）
- 奥さまリビング（メイン司会）
- UMKニュースレポート（テレビ宮崎への出向時代）
- WHO（ニュースキャスター）